# Hans Heiling
Hans Heiling es una ópera romántica de tres actos y un prólogo, con música de Heinrich Marschner y libreto en alemán de Eduard Devrient, quien también cantó el rol titular en el estreno que tuvo lugar en el Königliche Hofoper (hoy Ópera Estatal), Berlín el 24 de mayo de 1833, y siguió divulgándose hasta ser la ópera más exitosa del autor.
La ópera consiguió una considerable reputación para su autor, aunque no afectó materialmente a su posición en Hanóver, donde era director musical del Teatro de la Corte. Como el otro gran éxito de Marschner, Der Vampyr, la trama de Hans Heiling hace gran uso de elementos sobrenaturales. Como con varias de sus óperas, Hans Heiling se basa en una leyenda folclórica.
Esta ópera rara vez se representa en la actualidad; en las estadísticas de Operabase no aparece entre las óperas representadas en el período 2005-2010.

## Personajes
| Personaje                              | Tesitura | Reparto del 24 de mayo de 1833 Director: H. Marschner) |
| -------------------------------------- | -------- | ------------------------------------------------------ |
| Reina del Erdgeister                   | soprano  | Johanna Lehmann                                        |
| Hans Heiling, su hijo                  | barítono | Eduard Devrient                                        |
| Anna, su novia                         | soprano  | Therese Grünbaum                                       |
| Gertrud, su madre                      | alto     | Henriette Valentini                                    |
| Konrad, un cazador y enamorado de Anna | tenor    | Karl Adam Bader                                        |
| Stephan, un herrero                    | bajo     | ?                                                      |
| Niklas, un sastre                      | tenor    | Gustav Becker                                          |